# 王凌之乱
王凌之乱，又作寿春一叛，是三国时期251年王凌领导的反对曹魏司马懿一族的讨伐性起事，也是250年代寿春三叛的第一叛。

## 背景
和寿春三叛的另两叛一样，此次叛乱是司马懿一族在249年高平陵之变夺取国家政权后引发的。大约240年，王凌作为曹魏一员有声望的将官被任为征东将军，负责扬州军务。241年，吴将全琮率数万军攻曹魏的芍陂，王凌率军战斗数日将其击退，因功封南乡侯，升车骑将军，下辖1,350户。

## 导火線
大约此时，王凌外甥令狐愚因功任兖州刺史，屯平阿。舅甥二人在淮南地区都取得了显著的威望。王凌随即被提拔为司空。在司马懿发起高平陵之变灭曹爽后，王凌被任为太尉，假节钺，但没有入朝，仍镇守扬州。王凌和令狐愚商议，认为皇帝曹芳不足为君，楚王曹彪更能干，于是计划立曹彪为帝、定都许昌。
249年九月，令狐愚派部将张式去白马联络曹彪，王凌也派舍人劳精去洛阳将计划告知儿子王广，但王广不同意，说：“废立是大事，会招来灾祸。”东晋习凿齿所著非官修史书《汉晋春秋》提供了一种说法称王广写了封长回信给父亲，称曹爽及其党羽失去人心所以倒台，而司马懿的政策更受欢迎，且司马氏手握重兵，难以撼动。裴松之在他的《三国志》注中认为此说是习凿齿杜撰，因为此信的语调和笔法与当时人的写信习惯不同。

## 叛乱
十一月，令狐愚再派张式联络曹彪，但张式未归，令狐愚即病死。250年，荧惑守南斗，王凌说：“南斗中有星星，当会有人突然富贵。”裴松之注引《魏略》称王凌向东平人浩詳询问此星象的预兆，而浩詳为了取悦他，撒谎说会有王者兴起。王凌就此打定了起事的主意。
251年春，吴军屯塗水，王凌请求朝廷允许他予以攻击，希望以此为起事作掩饰。司马懿对王凌的意图略有察觉，未予回应。王凌派部将杨弘将废立之事通知兖州刺史黄华，但杨弘和黄华向司马懿揭发了王凌。令狐愚生病时，心腹治中从事杨康应召前去洛阳，也泄露此事。四月，魏帝曹芳得知了王凌谋反的消息。
司马懿当即调军走水路攻王凌。他先发赦令赦免王凌，派使者吁请王凌投降，自己进军到距王凌大营百尺之内以向其施压。王凌自知力量薄弱，放弃抵抗，派掾王彧谢罪并送上印绶和节钺。裴松之注《三国志》引《魏略》记下了王凌写给司马懿的两封谢罪信的细节。
司马懿次子安东将军司马昭奉命督淮北诸军事，率师会司马懿于项城。当司马懿军经过丘头到百尺堰时，王凌自缚以示悔罪。司马懿奉诏派主簿给王凌松绑并慰劳，归还印绶和节钺。王凌以为自己可以幸免，乘小船去见司马懿，被其派人阻止在十余丈外。王凌喊：“你折简召我，我敢不到吗？何必引军来？”司马懿说：“因为你不是折简能召来的。”王凌说：“你负我！”司马懿说：“我宁可负你，不负国家。”王凌自知犯了重罪，向司马懿求棺材钉以为试探，司马懿给了他。司马懿派600人押送王凌回洛阳，五月途经项，王凌饮药自杀。裴松之注《三国志》引《魏略》称，王凌自杀前大呼：“我八十岁了，名誉全毁了！”干宝《晋纪》更注释称王凌自杀前在项经过贾逵庙，大呼：“贾梁道！只有神知道王凌是大魏忠臣啊！”
司马懿到寿春，张式等人纷纷出首。单固前为令狐愚心腹别驾，也知道此事，因病辞职，这时候去见司马懿，司马懿问单固是否知情，单固说不知，司马懿又问令狐愚是否谋反，单固否认。随后单固因被杨康供出涉案，与下属都被下廷尉狱，始终不认罪，司马懿让杨康来对质，单固词穷，大骂杨康。杨康以为出首可以封爵拜官，却因为言辞参错也被与单固一同处斩。魏廷赐曹彪自尽，其下属同谋者全家被杀。王凌和令狐愚的尸体被从墓中挖出，就近暴尸三日，印绶、朝服都被焚毁掩埋。

## 后果
司马昭因此功增邑三百户，假金印紫绶。司马昭次子司马攸也因从征王凌，封长乐亭侯（尽管根据《晋书》本传记载，当时司马攸只有六岁）。
此事的后果是，很多曹魏官员察觉司马懿家族处事严厉，这极可能是因为魏廷被分为支持司马懿的一派和忠于曹魏皇族的一派。此乱对随后寿春的第二和第三叛也有强烈影响，因为它们也是被同样的推翻司马氏、恢复君权的旗号鼓舞而发起的。
此乱期间，在高平陵之变前装病的司马懿真得了大病，于251年9月去世。长子司马师继承了他的摄政地位，立即面临一场刺杀图谋和寿春的第二叛。

## 参战人员
| 王凌军 - 王凌 - 王彧 - 楚王曹彪 - 令狐愚 - 张式 | 魏军 - 司马懿 - 司马昭 |

## 时下引用
王凌之乱和寿春其他两叛在真·三國無雙6的晋传模式都表现为可操作阶段。此阶段玩家控制司马懿，需要和选择留在曹魏说服父亲“在乱中理清头脑”的王广合谋。此阶段东吴权臣诸葛恪也参战支持王凌，尽管史上他从未这么做。